# 上海eプリ
上海eプリ（英: Shanghai ePrix）は、中国の上海インターナショナル・サーキットで行われるフォーミュラE世界選手権レースの1戦である。

## 概要
中国では過去に北京市と三亜市、香港を舞台にしていたが、新型コロナウイルス感染症の世界的流行の影響で2019年を最後に開催されなかった。
2023年10月29日に、2023-24年シーズンのカレンダー入りすることが発表された。

## 過去の結果
| 年             | サーキット                         | 勝者                                 | エントラント                                  |
| -------------- | ---------------------------------- | ------------------------------------ | --------------------------------------------- |
| 2024年 レース1 | 上海インターナショナル・サーキット | ミッチ・エバンス                     | ジャガー・TCS・レーシング                     |
| 2024年 レース2 | 上海インターナショナル・サーキット | アントニオ・フェリックス・ダ・コスタ | タグ・ホイヤー・ポルシェ・フォーミュラEチーム |
| 2025年 レース1 | 上海インターナショナル・サーキット | マクシミリアン・ギュンター           | DS・ペンスキー                                |
| 2025年 レース2 | 上海インターナショナル・サーキット | ニック・キャシディ                   | ジャガー・TCS・レーシング                     |